# 순천매산중학교
순천매산중학교(順川梅山中學校)는 대한민국 전라남도 순천시 매곡동에 있는 사립 중학교이다.

## 학교 연혁
- 1910년 3월 1일 : 변요한(John Fairman Preston) 선교사와 고라복(Robert.T.Coit) 선교사에 의해 개교
- 1913년 9월 1일 : 미국 남장로회 선교부 경영하에 성경중심 기독교 교육기관인 사립 은성학교 설립, 고라복(Robert.Thornwell.Coit) 선교사 초대 교장 취임
- 1916년 6월 1일 : 조선총독부의 성경전과 교수 불허 조치에 대항하여 학교 자진 폐교
- 1921년 4월 15일 : 미국 남장로회 선교부 주선으로 성경을 정과로 하여 설립자 겸 교장 구레인(Crane) 박사
- 1931년 12월 17일 : 재단법인 설립인가
- 1937년 9월 1일 : 일제의 신사참배의 강요에 불응하여 폐교
- 1946년 9월 3일 : 조선예수교장로회 순천노회 유지 재단명의로 매산중학교를 복교하여 9. 24에 정식인가를 얻음
- 1950년 5월 17일 : 조선예수교장로회 순천노회 유지재단 순천은성고등학교 설립인가
- 1964년 5월 1일 : 학교법인 호남 기독학원 재단에 운영권 이양
- 1971년 11월 30일 : 중학교 남자 18학급, 여자 18학급, 야간 6학급 인가(중학교 평준화)
- 1972년 10월 21일 : 신관 12교실 준공(1972. 2. 18 착공)
- 1981년 6월 19일 : 중학교 야간부 폐지
- 1993년 12월 18일 : 여학생관 4층 교실 1칸 증축
- 2002년 6월 26일 : 창조관 준공
- 2008년 2월 25일 : 구레인 비전관 준공
- 2010년 2월 26일 : 매산글로벌하우스(다목적강당, 급식소, 운동부숙소, 비전센터) 준공
- 2014년 3월 1일 : 선진형 교과교실 47개 구축
- 2017년 11월 30일 : 매산관 전남교육문화유산 제1호 지정
- 2025년 1월 10일 : 제76회 졸업 226명(졸업생 총수 32,774명)
- 2025년 3월 1일 : 제25대 오금식 교장 취임

## 참고 자료
- 순천매산중학교 - 한국교육학술정보원 학교알리미